# Дизраэли (фильм)
«Дизраэли» (англ. Disraeli) — чёрно-белый художественный фильм, байопик режиссёра Альфреда Грина, вышедший в 1929 году. В главной роли задействован Джордж Арлисс. Экранизация одноимённой пьесы Луи Н. Паркера.
Фильм номинировался на три статуэтки премии «Оскар» в категориях «Лучший фильм», «Лучшая мужская роль» (Джордж Арлисс; победа) и «Лучший адаптированный сценарий» (Джульен Джозефсон и Де Леон Антони). Лауреат «Медали почёта» от журнала Photoplay.

## Сюжет
Сюжет фильма рассказывает о жизни 42-го премьер-министра Великобритании Бенджамина Дизраэли (Джордж Арлисс): вступлении в должность, политической карьере, попытке купить Суэцкий канал и внезапной смерти.

## В ролях
| Актёр            | Роль                  |
| ---------------- | --------------------- |
| Джордж Арлисс    | Бенджамин Дизраэли    |
| Джоан Беннетт    | леди Кларисса Певенси |
| Флоренс Арлисс   | леди Мэри Бэконсфилд  |
| Энтони Бушелл    | лорд Чарльз Дифорд    |
| Дэвид Торренс    | лорд Майкл Проберт    |
| Айвэн Ф. Симпсон | сэр Хью Майерс        |
| Дорис Ллойд      | миссис Трэверс        |
| Маргарет Манн    | Королева Виктория     |

## Факты
- Джордж Арлисс уже играл Бенджамина Дизраэли в немом фильме 1921 года.[2]
- Мэри Бэконсфилд сыграла жена Джорджа Арлисса — Флоренс.
- Фильм не демонстрируется на DVD в территории России, так как фильм вышел только на VHS.
- Оригинальный хронометраж фильма длился на 90 минут, фильм был переиздан  в 1934 году и сократили 3-минутный фрагмент (до 87 минут), на сегодняшний день сохранился только 87 минут.